# Beep, Beep
Beep, Beep è un film del 1952 diretto da Chuck Jones. È un cortometraggio d'animazione della serie Merrie Melodies, uscito negli Stati Uniti d'America il 24 maggio 1952. Ha come protagonisti Willy il Coyote e Beep Beep, e il titolo fa riferimento al suono emesso da quest'ultimo (diventato poi anche il nome italiano del personaggio). È stato distribuito in Super 8 millimetri col titolo Le invenzioni.

## Trama
Willy (Carnivoro vulgaris) insegue Beep Beep (Incredibilis acceleratio) con coltello e forchetta, ma si accascia a terra quando l'uccello accelera. Prova quindi a catturarlo o ucciderlo con i seguenti metodi:
- attacca un guantone da boxe attivato a molla su una grande roccia e si nasconde dietro di essa, ma la tensione nella molla fa sì che siano invece la roccia e Willy a venire lanciati all'indietro. Il guanto quindi si ritrae all'indietro e colpisce in faccia lo stordito coyote;
- attraversa un cavo teso con un'incudine per farla cadere su Beep Beep, ma l'incudine si rivela troppo pesante e porta Willy fino a terra, dove viene visto e schernito da Beep Beep. Willy lascia cadere l'incudine venendo lanciato in aria dal cavo, e prima di precipitare ingoia alcune pastiglie di aspirina;
- allestisce una trappola in cui un bicchiere d'acqua è collegato a un dispositivo che fa esplodere un barile di tritolo se il bicchiere viene sollevato, e scrive su un cartello che si tratta dell'ultima acqua per 300 miglia. Beep Beep tuttavia ignora la trappola e gli mostra un cartello in cui ha scritto che "i Beep Beep non sanno leggere e non bevono". Furioso, Willy insegue Beep Beep in una miniera, ma presto viene seminato e, dopo aver rotto la lampada del suo elmetto, accende un fiammifero ritrovandosi in un tunnel carico di esplosivi che saltano in aria;
- si carica su un trampolino per lanciarsi verso Beep Beep, ma quando taglia la corda che lo trattiene, viene scaraventato direttamente a terra;
- prova a inseguire Beep Beep con un razzo, ma si tratta in realtà di un fuoco d'artificio che una volta acceso parte in aria ed esplode, formando la scritta "Mangiate da Joe";
- prova a inseguire Beep Beep con dei pattini a rotelle a razzo, i quali però sono incontrollabili e lo scagliano in aria e poi a terra. Un esausto Willy esce dalla buca causata dalla caduta e si avvicina a un bicchiere d'acqua ma, senza accorgersi che si tratta della trappola da lui preparata in precedenza, alza il bicchiere e il tritolo esplode;
- posiziona in mezzo alla strada un piccolo binario ferroviario, si traveste e usa un cartello per far credere a Beep Beep che si tratti di una fermata del treno, ma viene investito prima dall'uccello e poi da un treno che appare sul binario. Beep Beep si rilassa sulla ringhiera dell'ultimo vagone, su cui c'è un cartello con scritto "Fine".

## Distribuzione

### Edizioni home video

#### VHS
America del Nord
- Road Runner Vs. Wile E. Coyote: The Classic Chase (1985)
- Road Runner and Wile E. Coyote: Chariots of Fur (13 agosto 1996)

Italia
- Silvestro e Gonzales: dente per dente - 1ª parte (1985)[2]
- Road Runner Vs. Wile E. Coyote: The Classic Chase (1986)
- Wile E. Coyote and Road Runner n. 1 (ottobre 1990)
- Wile E. Coyote 1 (giugno 1993)

#### Laserdisc
- The Road Runner Vs. Wile E. Coyote: If At First You Don't Succeed... (18 maggio 1994)

#### DVD e Blu-ray Disc
Il corto fu pubblicato in DVD-Video in America del Nord nel secondo disco della raccolta Looney Tunes Golden Collection: Volume 2 (intitolato Road Runner and Friends) distribuita il 2 novembre 2004, dove è visibile anche con un commento audio di Michael Barrier; il DVD fu pubblicato in Italia il 16 marzo 2005 nella collana Looney Tunes Collection, col titolo Beep Beep e i suoi amici. In Italia fu inserito nel DVD Il tuo simpatico amico Willy il Coyote, uscito il 9 settembre 2009, mentre in America del Nord fu inserito nel primo disco della raccolta DVD Looney Tunes Spotlight Collection Volume 7, uscita il 13 ottobre 2009. Fu poi incluso, nuovamente col commento audio, nel primo disco della raccolta Looney Tunes Platinum Collection: Volume One, uscita in America del Nord in Blu-ray Disc il 15 novembre 2011 e in DVD il 3 luglio 2012. Il BD fu ristampato il 10 gennaio 2012 col titolo Looney Tunes Showcase.